# Idealno loša
Idealno loša är ett musikalbum från 2006 av den serbiska sångerskan Svetlana Ražnatović, även kallad Ceca.
Ceca släppte denna skiva sommaren 2006. Första singeln ut var Manta, Manta efteråt kom singeln Lepi grome moj. Hon har även varit och turnerat med låtar från denna skivan.